# Thiego
Willian Thiego de Jesus (Aracaju, 22 juli 1986 – La Unión, 28 november 2016) was een Braziliaans voetballer die als centrale verdediger speelde.

## Carrière
Thiego speelde tussen 2006 en 2011 voor Sergipe. Nadien verhuisde hij naar Grêmio. Deze club leende hem achtereenvolgens uit aan Kyoto Sanga FC,  Bahia en Ceará. In 2013 verliet hij Gremio definitief en trok naar Figueirense FC. Daarna ging hij spelen in Azerbeidzjan voor FK Xəzər Lənkəran en vanaf 2015 voor Chapecoense.
Thiego kwam om het leven bij de ramp met LaMia Airlines-vlucht 2933. Hij werd 30 jaar oud.